# Revolutions per Minute (라이즈 어게인스트의 음반)
| 전문가 평가  | 전문가 평가 |
| 평가 점수    | 평가 점수   |
| 출처         | 점수        |
| ------------ | ----------- |
| AllMusic     | [ 1 ]       |
| Sputnikmusic | 3.5/5       |

《Revolutions per Minute》는 미국의 펑크 록 밴드 라이즈 어게인스트의 두 번째 스튜디오 음반으로, 2003년 4월 8일, 팻 렉 코드에서 발매되었다. 2001년 데뷔한 《The Unraveling》으로 팬층을 확보한 후, 밴드 멤버들은 당시 다른 팻 렉 코드 소속 밴드들과 차별화되는 음반을 녹음하고자 했다. 그들은 빌 스티븐슨과 제이슨 리버모어를 음반 제작자로 선택했고, 그들과 강한 친밀감을 형성했다. 녹음은 2002년 11월부터 12월까지 콜로라도주 포트콜린스에 있는 블래스팅 룸에서 진행되었다.
음악적으로 《Revolutions per Minute》는 하드코어 펑크와 멜로딕 하드코어에 뿌리를 두고 있다. 비평가들은 이 음반이 전작에 비해 음악적 성숙도가 높고 전반적으로 어두운 톤을 보여준다고 지적했다. 이 음반은 13곡으로 구성되어 있으며, 관계와 정치에 이르기까지 다양한 서정적인 주제를 담고 있다. 음반 홍보를 위해 라이즈 어게인스트는 다른 팻 렉 코드 소속 밴드들과 함께 광범위한 투어를 진행했으며, 2003년 워프트 투어에 참여했다.

## 배경
2001년 4월, 라이즈 어게인스트는 팻 렉 코드를 통해 데뷔 스튜디오 음반 《The Unraveling》을 발매했다. 이 음반은 주요 음악 차트에 오르지는 못했지만, 비평가들로부터 긍정적인 평가를 받으며 밴드의 꾸준한 팬층을 확보하는 데 기여했다. 《The Unraveling》 발매 후 기타리스트 댄 웰킨스키는 리드 보컬리스트 팀 매킬래스와의 개인적인 차이로 인해 밴드를 떠났고, 결국 매킬래스의 룸메이트이자 전 밴드 동료였던 토드 모니로 교체되었다.
라이즈 어게인스트의 두 번째 음반인 《Revolutions per Minute》를 녹음할 때가 되자 매킬래스는 밴드가 "정체성 위기"를 겪고 있다고 언급했다. 당시 팻 렉 코드는 특정 팝 펑크 사운드를 가지고 있었기 때문에 밴드 멤버들은 레이블의 다른 밴드와 구별하고 음악의 무거운 측면을 강조할 수 있는 프로듀서를 찾고자 했다. 라이즈 어게인스트가 《The Unraveling》을 녹음한 소닉 이구아나 스튜디오와 샌프란시스코의 또 다른 스튜디오는 당시 바빠서 밴드 멤버들이 녹음하는 데 30일밖에 걸리지 않았다. 그들은 펑크 밴드 디센던츠의 전 드러머였던 빌 스티븐슨과 제이슨 리버모어를 음반 제작에 맡기로 결정했다.

## 곡 목록
모든 곡들은 특별한 언급이 없는 한 라이즈 어게인스트에 의해 작사/작곡하였다.
| #   | 제목                                | 작사·작곡          | 재생 시간 |
| --- | ----------------------------------- | ------------------ | --------- |
| 1.  | 〈Black Masks & Gasoline〉          |                    | 2:59      |
| 2.  | 〈Heaven Knows〉                    |                    | 3:23      |
| 3.  | 〈Dead Ringer〉                     |                    | 1:31      |
| 4.  | 〈Halfway There〉                   |                    | 3:41      |
| 5.  | 〈Like the Angel〉                  |                    | 2:46      |
| 6.  | 〈Voices Off Camera:〉              |                    | 2:17      |
| 7.  | 〈Blood-Red, White, & Blue〉        |                    | 3:38      |
| 8.  | 〈Broken English〉                  |                    | 3:25      |
| 9.  | 〈Last Chance Blueprint〉           |                    | 2:14      |
| 10. | 〈To the Core〉                     |                    | 1:33      |
| 11. | 〈Torches〉                         |                    | 3:41      |
| 12. | 〈Amber Changing〉                  |                    | 3:39      |
| 13. | 〈Any Way You Want It (히든 트랙)〉 | 스티브 페리, 닐 숀 | 2:57      |